# La Trinité (Vendôme)

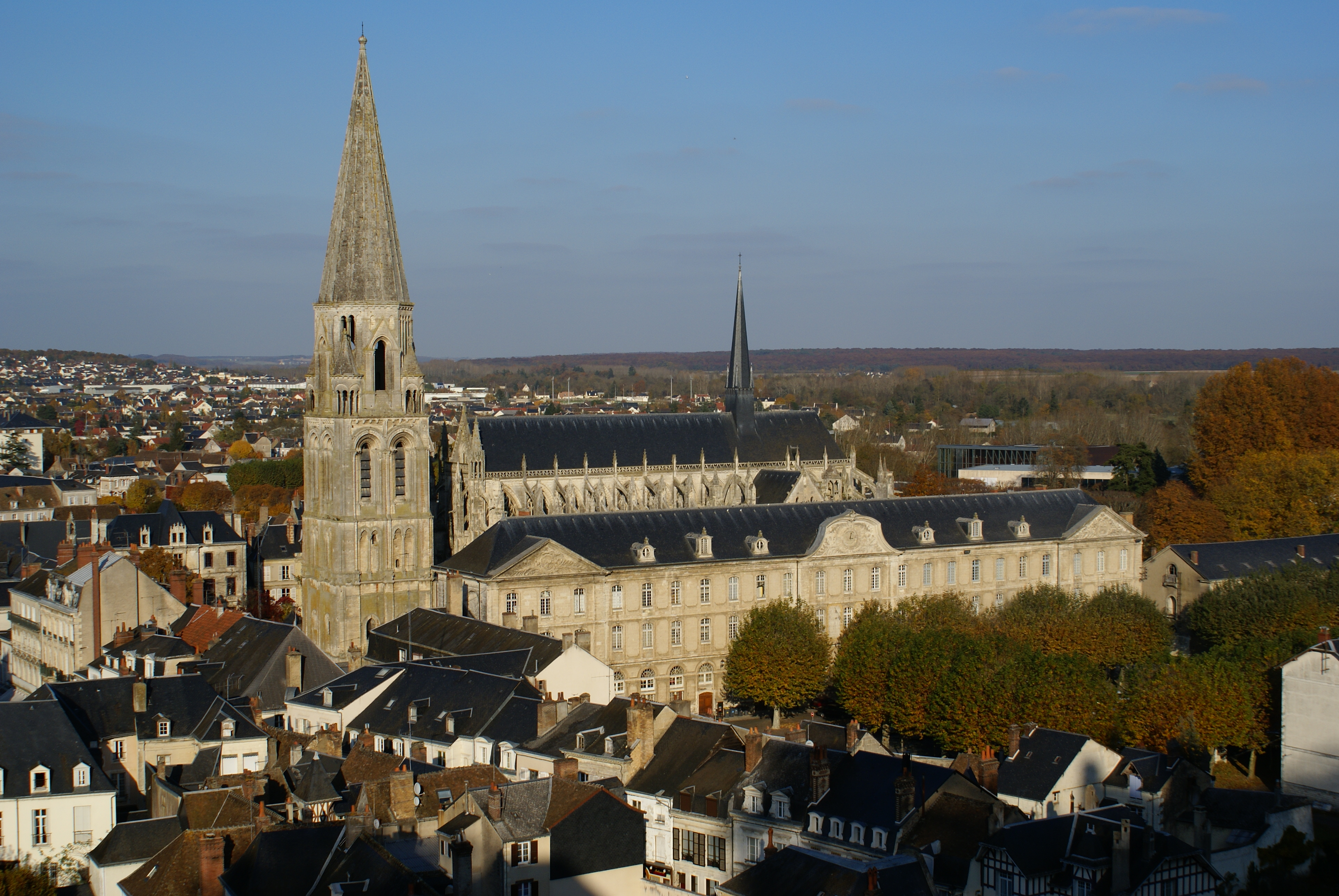
Abtei La Trinité

Die Abtei La Trinité in Vendôme wurde 1034 von Graf Geoffroy II. Martel von Vendôme und seiner Ehefrau Agnes von Burgund gegründet.

## Geschichte
Der Legende nach sahen der Graf und seine Frau eines Morgens drei flammende Sterne in einen Brunnen unterhalb der Burg fallen. Voller Verwunderung ordnete Geoffrey nach Konsultation des Bischofs von Chartres den Bau einer der Dreifaltigkeit geweihten Benediktinerabtei an dieser Stelle an, die mit Mönchen aus dem Kloster Marmoutier bei Tours besetzt wurde. Der Gründung im Jahr 1034 folgte die Weihe der Abteikirche am 31. Mai 1040, einen Monat, bevor Geoffrey Graf von Anjou wurde.
Die Abtei wuchs und gedieh, war von allen feudalen Pflichten entbunden, und unterstand bald der direkten Aufsicht des Papstes, was bereits im Jahr 1056 von König Heinrich I. bestätigt worden war. Wenige Jahre später, 1063, erhielt der Abt den Status eines Kardinals, was in der Kirchengeschichte lediglich noch dem Abt von Cluny gewährt war. Fast zwangsläufig geriet das mächtig gewordene Kloster bald in Konflikte mit den Grafen von Vendôme, bei denen sie häufig die Oberhand behielt: Graf Geoffrey II. von Vendôme wurde im Streit mit La Trinité sogar exkommuniziert, was er nur durch die Teilnahme am Ersten Kreuzzug aufheben konnte, von dem er nicht mehr zurückkehrte.
Ab 1539 wurde das Kloster von Kommendataräbten beherrscht, ab 1621 gehörte La Trinité zur Reform-Kongregation der Mauriner – einer der wichtigsten Mauriner, Luc d’Achery, leistete hier 1632 seine Ordensgelübde. Während der Revolution wurde die Klosterkirche zur Pfarrkirche gemacht und 1791 verkauft. Ab 1802 beherbergte die Klostergebäude die regionale Kavallerie.
Auf den Architekten Émile Boeswillwald (1815–1896) gehen Restaurierungsarbeiten an der Abtei zurück, ebenso wie ihre Klassifizierung als Monument historique bereits im Jahr 1840. Dennoch wurden die Klostergebäude 1907 von ihren militärischen Nutzern weitgehend zerstört, die Reste werden in einem kleinen Museum zur Geschichte des Vendômois aufbewahrt. Die Manuskripte des Klosters wurden in der Stadtbibliothek untergebracht. Die Kirche und die Reste der Abtei sind heute im Besitz der Stadt.

## Architektur
Die Abteikirche in ihrer heutigen Form enthält im Querschiff und den Pfeilern der Vierung noch Elemente der einfachen ersten Kirche. Am Ende des 13. Jahrhunderts, in der Blütezeit der Abtei, wurde die Apsis hochgotisch erneuert, und Mitte des 14. Jahrhunderts wurden die beiden östlichen Joche des Hauptschiffes errichtet. Nach einer langen Unterbrechung durch den Hundertjährigen Krieg kamen die Arbeiten wieder in Gang, und 1492 waren das dritte und vierte Joch fertiggestellt. Die übrigen entstanden Anfang des 16. Jahrhunderts zusammen mit der grandiosen Eingangsfront im Flamboyant-Stil.
Aufgrund der langen Bauzeit sind heute im Kirchenschiff mehrere unterschiedliche Baustile „versammelt“, was am Wechsel in der Gestaltung der Pfeiler und am Wandel der Profilarten und Ornamente abzulesen ist.
Hinsichtlich der Ausstattung sind die vier farbig gefassten romanischen Vierungssäulen zu beachten. Auch die Glasmalereien aus dem 16. Jahrhundert gehören zu den Besonderheiten des Kirchenbauwerkes. Das Chorgestühl, ebenfalls aus dem 16. Jahrhundert, ist geschmückt mit Grotesken, Tierfiguren und Szenen von den im Jahreslauf anfallenden Arbeiten.
Außen kontrastiert der romanische Glockenturm aus dem 12. Jahrhundert zur Flammenzier des Maßwerks an der Westfassade. Vom Kreuzgang des 14. Jahrhunderts blieb der Südflügel erhalten. Ein Teil der ehemaligen Klostergebäude wird heute als Museum genutzt; ausgestellt sind Wandmalereien aus dem Loirtal sowie regionale religiöse Kunst aus dem Mittelalter und der Renaissance.

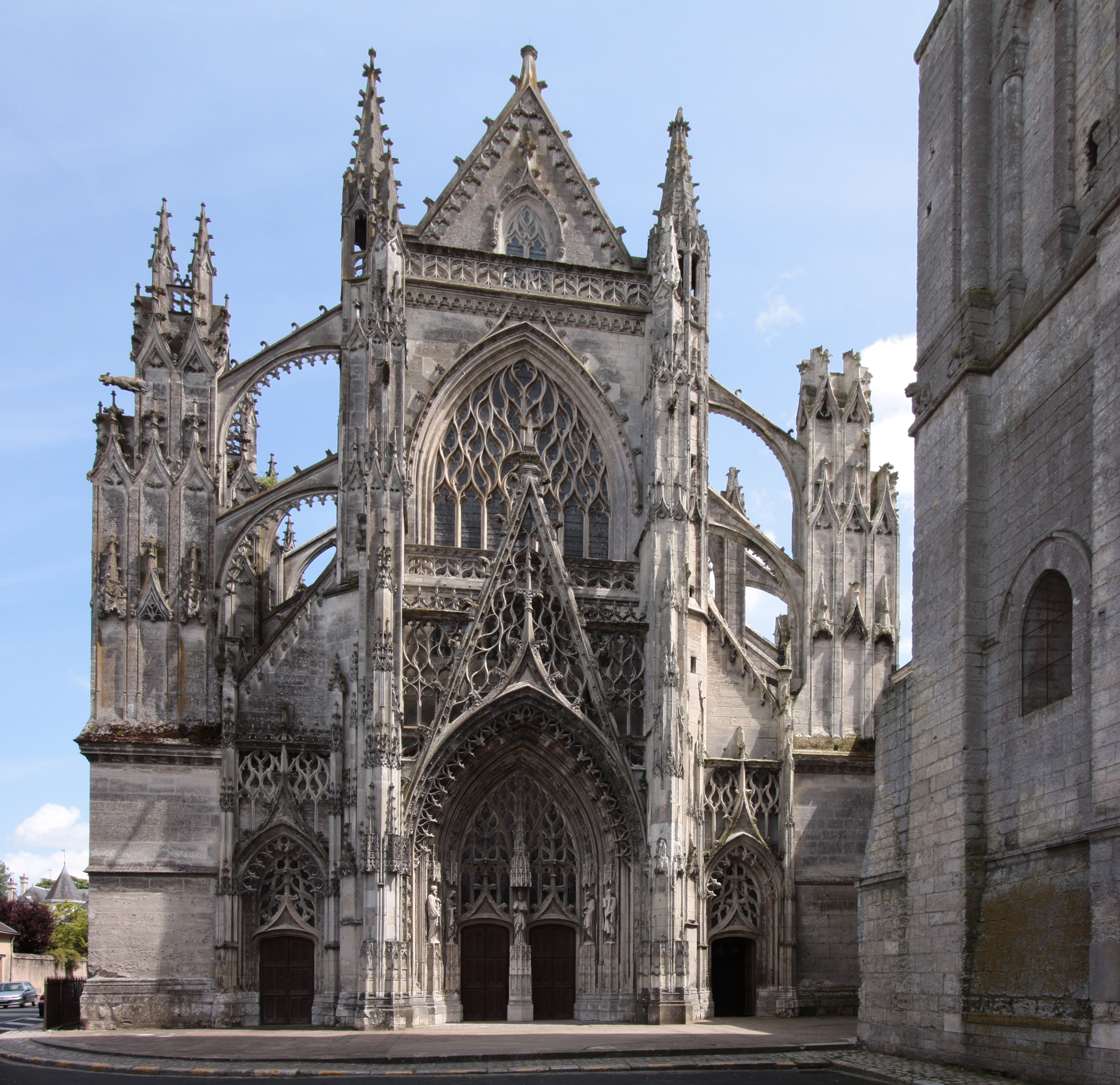
Flamboyant-Fassade von La Trinité
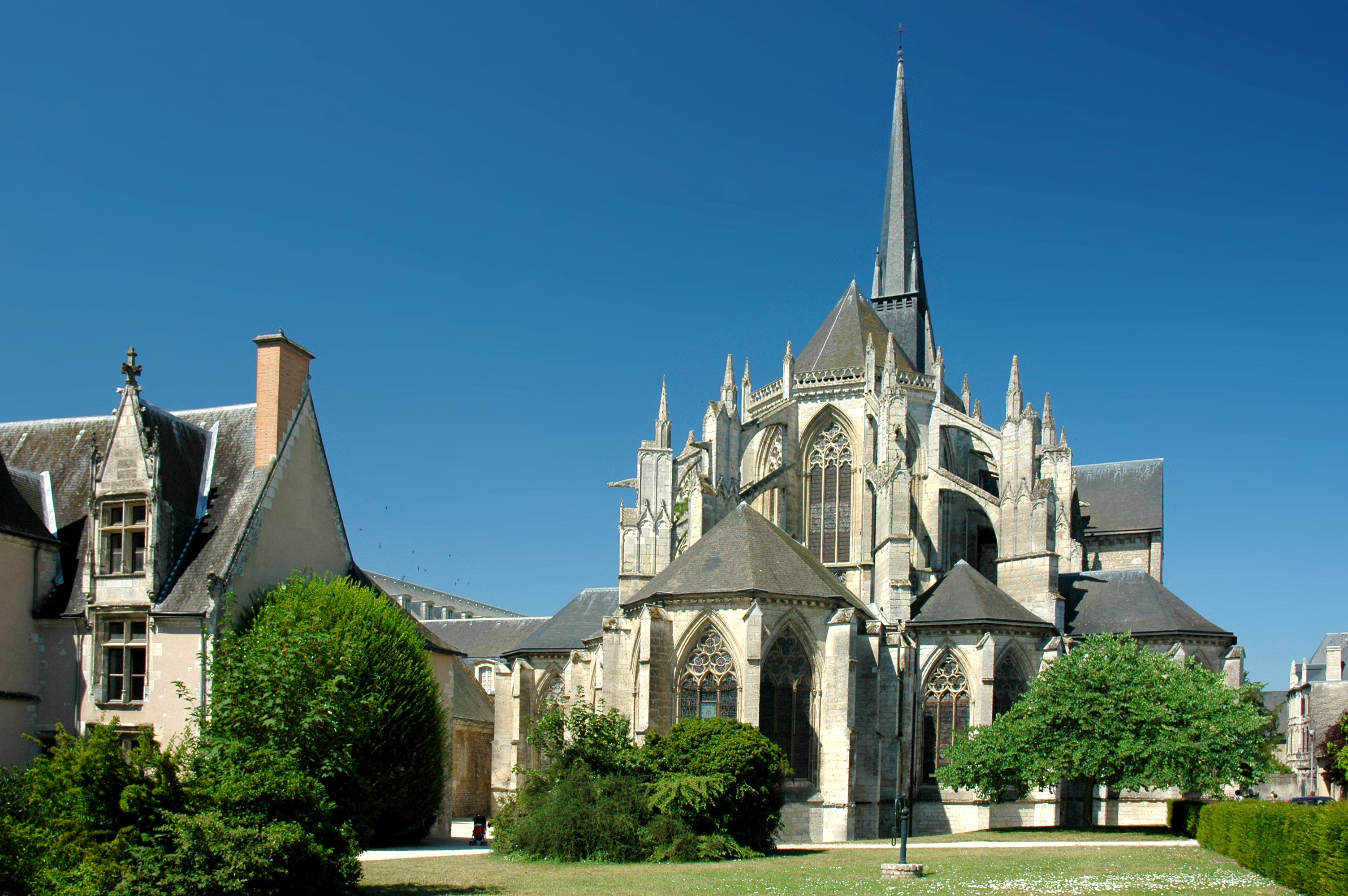
Chor
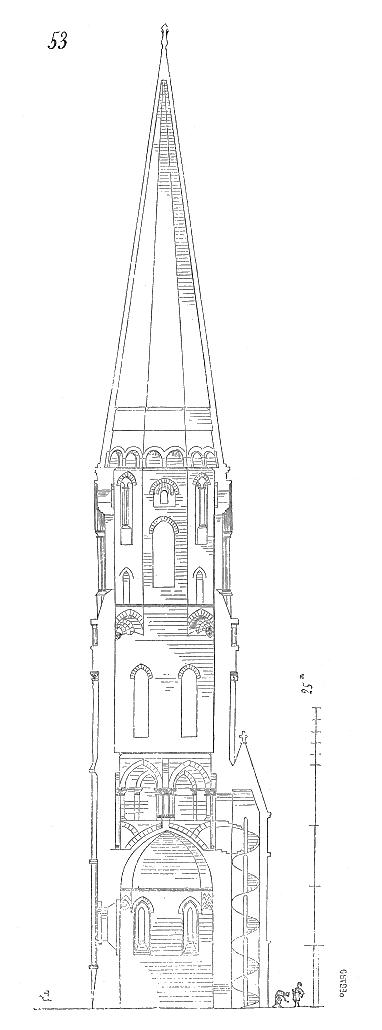
Schnitt durch den Glockenturm von Eugène Viollet-le-Duc

## Reliquie
Die wichtigste Reliquie, die in der Abtei aufbewahrt wurde, waren die „heiligen Tränen“ Jesu, die in einer kleinen Kristall-Ampulle als Wassertropfen aufbewahrt wurden. Sie waren es, die La Trinité vom 11. Bis zum 18. Jahrhundert zu einer bedeutenden Pilgerstätte machten. Graf Geoffroy Martel hatte sie angeblich nach einem Sieg über die Muslime vom Kaiser von Konstantinopel geschenkt bekommen. Allerdings ging die Reliquie während der Revolution auf ihrem Transport von Vendôme nach Rom verloren.

## Äbte
- Geoffroi de Vendôme (um 1070–1132)
- Charles Leduc (1766–1800), unehelicher Sohn von Louis de Bourbon-Condé, comte de Clermont und der Tänzerin Elisabeth Leduc, marquise de Tourvoie